# Sophisticated Beggar
Sophisticated Beggar è il primo album in studio di Roy Harper.

## Storia
L'album fu pubblicato originariamente nel 1967 ma ebbe una distribuzione lacunosa; infatti furono stampate soltanto poche migliaia di copie. Fu successivamente ripubblicato da numerose etichette, con vari titoli e, talvolta, con un numero differente di canzoni. Harper riceve i diritti d'autore soltanto per la distribuzione della versione 'ufficiale' a cura della Science Friction.

## Tracce

### Lato A
1. "China Girl" - 3:36
2. "Goldfish" - 2:47
3. "Sophisticated Beggar" - 5:07
4. "My Friend" - 4:06
5. "Big Fat Silver Aeroplane" - 3:39
6. "Blackpool" - 5:08
7. "Legend" - 3:43

### Lato B
1. "Girlie" - 3:02
2. "October the Twelfth" - 5:54
3. "Black Clouds" - 4:31
4. "Mr. Station Master" - 3:04
5. "Forever" - 3:27
6. "Committed" - 3:14

## Pubblicazione
| Stato         | Data | Etichetta        | Formato  | Catalogo    | Titolo                                 |
| ------------- | ---- | ---------------- | -------- | ----------- | -------------------------------------- |
| Gran Bretagna | 1967 | Strike           | Vinile   | JHL 105     | Sophisticated Beggar                   |
| Gran Bretagna | 1967 | Strike           |          |             |                                        |
| Gran Bretagna | 1970 | Youngblood       | Vinile   | SSYB 7      | The Return Of The Sophisticated Beggar |
| Gran Bretagna | 1972 | Birth            | Vinile   | RAB 3       | The Return Of The Sophisticated Beggar |
| Gran Bretagna | 1977 | Big Ben          | Vinile   | BBX 502     | The Sophisticated Beggar               |
| Gran Bretagna | 1985 | Avon Music       | Cassetta | ASK 791     | Sophisticated Beggar                   |
| Gran Bretagna | 1989 | Sundown          | Vinile   | CDSM 051    | Sophisticated Beggar                   |
| Germania      | 1989 | Magnum           | Vinile   | CDSM 051    | Sophisticated Beggar                   |
| Gran Bretagna | 1992 | Tring            | CD       | JHD 064     | Legend                                 |
| Gran Bretagna | 1994 | Science Friction | CD       | HUCD007     | Sophisticated Beggar                   |
| Gran Bretagna | 1997 | Mooncrest        | CD       | CRESTCD 027 | Return Of The Sophisticated Beggar     |
| Giappone      | 2006 | Airmail          | CD       | 1249        | Sophisticated Beggar                   |
| Gran Bretagna | 2007 | Beat Goes On     | CD       | BGO 771.2   | The Return Of The Sophisticated Beggar |
| Belgio        | 2007 | One Media        | CD       | 250183      | Sophisticated Beggar                   |